# Tredimensionelt rum
Et tredimensionelt rum er en geometrisk model af det fysiske univers, hvor alle kendte fænomener eksisterer. De tre dimensioner kan kombinere længde, bredde, højde og dybde.
I fysik og matematik er dimensionerne knyttet til den Euklidske vektor.
- Cartesisk koordinatsystem
- Cylindrisk koordinatsystem

## Eksterne links
- Wikimedia Commons har flere filer relateret til Tredimensionelt rum
- Elementary Linear Algebra - Chapter 8: Three-dimensional Geometry Keith Matthews from University of Queensland, 1991

| Dodekaeder | Spire Denne artikel om geometri er en spire som bør udbygges. Du er velkommen til at hjælpe Wikipedia ved at udvide den. |